# Emerson Radio
Emerson Radio Corporation è una delle più grandi distributrici, in volume, di elettronica di consumo degli Stati Uniti d'America ed è risaputo che ha un marchio registrato in continuo uso fin dal 1912. La società progetta, fa marketing e crea licenze per parecchie linee di prodotti a livello mondiale, inclusi i prodotti venduti (qualche volta in licenza) sotto il marchio con nome G Clef (la chiave di violino), un omaggio al logo della Emerson.

## Storia

### 1915 - 1920
Emerson Radio Corp. diventò una "corporation" nel 1915 come Emerson Phonograph Co. (NAIC: 421620 Consumer Electronics Wholesaling), con base in New York, da uno dei primi ingegneri della registrazione ed executive, Victor Hugo Emerson, che fu a suo tempo impiegato di Thomas A. Edison. La prima fabbrica fu aperta in Chicago e Framingham, Long Island, in 1920. Nel dicembre di quell'anno, la società cadde vittima dell'imprevisto crollo delle vendite per la musica dei giradischi che accompagnò la recessione post-prima guerra mondiale e la crescita delle radio commerciali. Essa passò da auto acclamata terza più grande produttrice di registrazioni ad un regime di amministrazione controllata.

### 1921 - 1940
Nel 1922 Emerson Phonograph Co. passa nelle mani di Benjamin Abrams e Rudolph Kanarak. Abrams, un venditore di giradischi e registrazioni, insieme con due suoi fratelli, diressero la società e la rinominarono in Emerson Radio & Phonograph Corp nel 1924 dopo essere entrati nel business delle radio. Gli interessi per le registrazioni della società vennero di conseguenza venduti. Sebbene Emerson introdusse la prima combinazione radio-giradischi venduta negli Stati Uniti, la società rimase nell'oscurità fino al 1932, quando, durante la Grande Depressione, introdusse la radio "peewee" (vedi "Prodotti Storici" più sotto).

### 1941 - 1950
Emerson Radio & Phonograph si convertì alla produzione militare per la seconda guerra mondiale nel 1942, quando deteneva un sesto del mercato delle radio negli USA. Nel 1943, divenne una "public corporation", quando offrì oltre il 40 per cento del suo capitale sociale al pubblico con azioni da 12$ l'una. Nel 1947, tra i suoi primi prodotti post-guerra, Emerson offrì un televisore con un tubo catodico da 10-pollici. Sebbene il costo finale del televisore era circa pari ad uno stipendio per il lavoratore medio statunitense, mise Emerson al livello più basso del mercato. Comunque, tra gli anni fiscali 1948 e 1950, l'alta domanda di televisioni permise ad Emerson a più che raddoppiare le sue vendite. L'entrata netta raggiunse il record di 6,5 milioni di dollari nell'anno fiscale 1950, con vendite per 74,2 milioni $.

### 1951 - 1960
Nel 1953 Emerson Radio and Phonograph acquistò Quiet Heet Corp., che fece entrare la società nel settore dell'aria condizionata. Sebbene la radio (nel 1954) rappresentava solo il 15 per cento delle entrate di Emerson, la società accreditò se stessa di aver creato la prima radio sveglia che si accendeva da sola e la radio tascabile a transistor. La produzione di registratori a nastro iniziò nel 1955.
Emerson Radio and Phonograph pagò $6 milioni per acquistare la divisione dei prodotti consumer di Allen B. DuMont Laboratories, Inc. nel 1958. Con l'acquisizione, un insieme di linee di televisioni di alta-fascia(alto costo), giradischi e strumenti ad alta fedeltà e stereo, insieme con il marchio DuMont fu aggiunto ai prodotti Emerson. Sfortunatamente, in quel tempo, quasi ogni cliente USA che voleva un televisore, già ne aveva uno, e parecchi clienti che avevano bisogno di un altro apparecchio televisivo, stavano aspettando per avere una televisione a colori piuttosto che acquistare un rimpiazzo di quello che già avevano. Le vendite caddero da $87.4 milioni nell'anno fiscale 1955 a $73.9 milioni nell'anno fiscale 1956, quando la società guadagnò la cifra irrisoria di $84.852.
Abrams impostò una campagna per il taglio dei costi facendo rimbalzare le entrate nette che raggiunsero $2.7 milioni nell'anno fiscale 1959 con un totale vendite di $67.4 milioni. Nell'anno fiscale 1964 (l'ultimo anno di completa indipendenza di Emerson) guadagnò $2.1 milioni su un totale di $68.2 milioni di vendite.

### 1961 - 1980
Nel 1965 la società acquistò Pilot Radio Corp. dalla Jerrold Corp. La sua linea di condizionatori d'aria Quiet Kool divennero una separata divisione della National Union Electric. Più tardi nel 1965 Emerson Radio and Phonograph fu acquistata per approssimativamente $62 milioni in contanti e azioni da parte di National Union Electric Corp., un'azienda manifatturiera diversificata. Questa società continuò a produrre radio, televisioni e giradischi distribuendoli con i marchi Emerson e DuMont e i prodotti hi-fi con il marchio Pilot.
Tra il 1967 ed il 1971 la divisione National Union Electric perse circa $27 milioni dovuti ai troppo piccoli volumi di vendita per coprire i costi. La divisione fece produrre all'esterno le linee di televisori e alcuni altri prodotti di home entertainment ad Admiral Corp., e licenziò 1800 impiegati. In aggiunta ad importare alcuni dei suoi prodotti di home entertainment dall'estremo oriente, Emerson continuò ad essere responsabile per la progettazione, l'ingegnerizzazione ed il marketing.
Alla fine del 1972 National Union Electric annunciò che Emerson non avrebbe più distribuito linee di televisori ed altri prodotti di home entertainment. Nel 1973 Emerson vendette la sua licenza per commercializzare prodotti con il marchio Emerson a Major Electronics Corp. Fondata nel 1948 da Melvin Lane e incorporated nel 1956, questa società basata a Brooklyn originariamente produceva giradischi per ragazzi. La società, più tardi, si diversificò nella produzione e vendita di un'ampia gamma di prodotti per l'home entertainment a basso costo che includevano stereo, radio e radiosveglie. Nel 1971 Major iniziò anche ad importare radio a basso costo. Nel 1975 la società produceva unicamente giradischi portatili. Nel 1976 la società spostò i suoi quartier generali a Secaucus (New Jersey), e cambiò il nome in Emerson Radio Corp. nel 1977.
Le vendite salirono da $11.5 milioni nell'anno fiscale 1975 a $49.2 milioni nell'anno fiscale 1978, l'anno nel quale i giradischi, radio, registratori e lettori a nastro, stereo compatti, radiosveglie digitali ed altri prodotti di elettronica che partivano dal basso costo fino al medio costo furono importati, assemblati e venduti primariamente sotto il marchio Emerson. Circa il 60 per cento dei suoi componenti venivano importati dall'estremo oriente il 20 per dalla Gran Bretagna ed il 20 localmente. Venivano poi assemblati in Secaucus o Sun Valley (California).
Nel 1979, Emerson iniziò a vendere Heart Aide (aiuti al cuore), dopo aver acquistato una larga porzione della Cardiac Resuscitator Corp.(società vicina alla bancarotta) La società investì pesantemente per sviluppare e produrre sia un migliorato cardioregolatore-defibrillatore impiantabile e un pacemaker artificiale. In aggiunta, la società prese un 18 percento nello sviluppo di uno scanner per la Tomografia assiale computerizzata (TAC). Dal momento che questa linea di prodotto non fece mai realizzare utili, Emerson si ritirò dall'affare tra nel 1987-88.
Emerson Radio abbandonò anche il suo ultimo prodotto made in USA, la linea dei giradischi, nel 1980 che divenne non conveniente a causa dei crescenti costi per la mano d'opera. Malgrado la dura competizione, Emerson Radio incrementò le vendite ed i profitti nell'anno fiscale 1980 rispettivamente a $81.9 milioni e $1.6 milioni. I loro progetti erano di avere fornitori (principalmente in Taiwan e Corea del Sud) che imitassero i prodotti audio e video di Sony e Panasonic vendendoli ad un prezzo minore.

### 1981 - 1990
Le vendite lievitarono da $94.8 milioni nell'anno fiscale 1983 a $181.6 milioni nell'anno fiscale 1984, quando le entrate nette passarono a $9.1 milioni a causa della reintroduzione delle linee di televisori nel 1983. Emerson li acquistò da Goldstar Electric Co.(conosciuta ora come LG Electronics), una società della Corea del Sud, ma li vendette ad un prezzo significativamente più alto.
Nel 1984 Emerson firmò un contratto decennale con Orion Electric per aggiungere una linea di prodotti VCR (videoregistratori) al suo già esistente schieramento di prodotti.
Nel 1985 furono introdotti un lettore di compact disc e un forno a microonde causando, di nuovo, il raddoppio delle entrate nell'anno fiscale 1985 a $357.5 milioni, e le entrate nette sono salite a $13.3 milioni. Le linee di TV e VCR rappresentavano due terzi delle enreate di quell'anno. Più tardi, quell'anno, Emerson Radio spostò il suo quartier generale a North Bergen, New Jersey, e acquistò H.H. Scott Inc., una società che produceva strumenti audio e video ad alta fedeltà. I prodotti erano venduti sotto il marchio Scott fino al 1991, anno in cui la linea di prodotti fu interrotta.
Nel 1986 Emerson iniziò ad importare e commercializzare condizionatori compatti. Videocamere, telefoni, e segreterie telefoniche furono aggiunte alla sua linea di prodotti nell'anno fiscale 1988. Nel 1990 personal computer e macchine fotocopiatrici furono aggiunti per avere una linea di prodotti più completa per rifornire più di 500 punti vendita Wal-Mart. Nel 1992 le vendite raggiunsero il picco di $891.4 milioni, ma, sfortunatamente, le entrate nette erano di soli $10.4 milioni.
L'aggiunta da parte di Emerson dei personal computer si rivelò essere una catastrofe per la società, che comportò una perdita di $150 milioni. Questo, insieme alla recessione che iniziò nel 1990, portò la perdita totale per la società alla cifra di $37.5 milioni negli ultimi nove mesi dell'anno. Le quote delle azioni caddero a picco a $2, partendo dalla cifra di $12.75 nel 1987. Parecchi azionisti accusarono alcuni dirigenti e funzionari di Emerson di aver rotto il dovere fiduciario verso gli azionisti e di self-dealing(aver mirato ai propri interessi piuttosto che a quelli dell'azienda). Alla fine dell'anno inoltre, Emerson cade nell'inadempienza finanziaria tecnica per il suo debito a lungo termine di $55.4 milioni.

### 1991 - 2000
Fidenas Investment Ltd., un'azienda svizzera con base nelle Bahamas, nel 1989 iniziò a comprare azioni del pacchetto azionario di Emerson Radio. Nel 1992 essa possedeva il 20 per cento del pacchetto azionario (più di quello detenevano Stephen e William Lane), quando iniziarono un tentativo di rilevare l'azienda. I fratelli Lane stavano mirando a ristrutturare $180 milioni in debiti, ma finirono con l'ammissione di sconfitta nel giugno 1992. Sfortunatamente, la situazione finanziaria di Emerson peggiorò ulteriormente e nell'anno fiscale 1993 la società incappò in una perdita di $56 milioni con vendite pari a $741.4 milioni. Quando la società si presentò per bancarotta nell'ottobre 1993, Emerson era inadempiente per i $223 milioni di debiti per i due anni passati.
Nel 1994, la società emerse dalla bancarotta seguendo un piano di riorganizzazione grazie anche a $75 milioni di finanziamento forniti da Fidenas, che aveva assunto il 90 per cento del pacchetto azionario di Emerson. Essa emise poi 30 milioni di azioni, alcune delle quali furono reclamate dai creditori. Da qui scaturirono battaglie legali che proseguirono fino a metà agosto 2001.
All'inizio del 1995, con uno sforzo di taglio dei costi, Emerson Radio diede in licenza la produzione di certi prodotti video con i marchi Emerson e G Clef per un periodo di tre anni a Otake Trading Co. Ltd. La società diede in licenza la vendita di questi prodotti negli Stati Uniti e Canada per lo stesso periodo a Wal-Mart Stores, Inc. Come risultato, le vendite di Emerson caddero da $654.7 milioni nell'anno fiscale 1995 a $245.7 milioni nell'anno fiscale 1996; questo accordo commerciale forniva solo $4 milioni circa all'anno di entrata per le royalty.
Inoltre nel 1995, Emerson Radio entra nel campo degli home theater e delle autoradio, e nel mercato da $900-milioni all'anno della sicurezza della casa e personale con un sensore per il monossido di carbonio. La società pianifico di prestare il proprio nome agli antifurto, sensori di movimento, allarmi per uso personale, sensori di fumo, e luci di sicurezza; comunque, la società lasciò questo campo nell'anno fiscale 1997. In più, Emerson annunciò di voler dare in licenza il nome Emerson a più di 250 audio e video accessori prodotti da Jasco Products Co., un'azienda dell'Oklahoma che vende cavi, telecomandi, e apparecchiatura per la pulizia dei dispositivi.
La società acquistò il 27 per cento del pacchetto azionario di Sport Supply Group, Inc., il più grande distributore via posta di articoli sportivi nel mercato istituzionale degli USA, per $11.5 milioni, nel tardo 1996.
Dopo aver raggiunto un'entrata netta di $7.4 milioni nell'anno fiscale 1995, Emerson cadde di nuovo in rosso i seguenti tre anni. Essi persero rispettivamente $13.4 milioni, $24 milioni e $1.4 milioni negli anni fiscali 1996, 1997 e 1998, con entrate nette per $245.7 milioni, $178.7 milioni e $162.7 milioni.
Emerson Radio Corp. annunciò nel novembre 1998 che aveva firmato un accordo esclusivo con Team Products International, Inc. di Boonton, N.J., un distributore di audio, video e altri prodotti accessori dell'elettronica di consumo negli Stati Uniti d'America e nel Canada. Questi avrebbero promosso la vendita di un'ampia varietà di prodotti e accessori di elettronica di consumo col marchio Emerson.
Il proprietario di Fidenas's, Geoffrey P. Jurick, assunse la posizione di Chief Executive Officer (CEO) della società nel 1992 e nel 1998 aggiunse il titolo di Presidente e Chairman of the Board. Nel dicembre 1998, quando egli possedeva il 60 per cento delle azioni(common stock) di Emerson's, Kenneth S. Grossman, un investitore privato, insieme con Oaktree Capital Management, un'azienda di investimenti con base a Los Angeles che possedeva un piccolo pacchetto azionario di Emerson Radio, proposero di comprare la fetta di Jurick nell'azienda per più di $14.6 milioni, ma l'offerta fu rifiutata perché ritenuta "inadeguata". Emerson annunciò nell'agosto 1999 che aveva in progetto di vendere a Oaktree per $28.9 milioni.
Il giorno che l'accordo di licenza con Otake scadde, Emerson rimpiazzò l'azienda con Daewoo Electronics Co. Ltd., che stipulò un accordo quadriennale con Emerson per produrre e vendere televisioni e prodotti video riportanti i marchi Emerson e G Clef ai rivenditori USA. Nel 1999, Emerson firmò anche un accordo di licenza e di fornitura per 5 anni con Cargil International per coprire i mercati dei Caraibi, dell'America Centrale e del Sud America, insieme a WW Mexicana per alcuni prodotti di consumo da vendere nel Messico. Avevano anche un accordo di licenza con Telesound Electronics per prodotti come telefoni, segreterie telefoniche e caller ID negli Stati Uniti e nel Canada.
Le entrate nette per Emerson forono un magro $289.000 per entrate totali pari a $158.7 milioni nell'anno fiscale 1999 con un debito a lungo termine pari a $20.8 milioni alla fine dell'anno fiscale. Quell'anno, quasi l'84 per cento del suo merchandise era importato primariamente da Cina, Hong Kong, Malaysia, Corea del Sud e Thailandia. I suoi principali fornitori erano Tonic Electronics (32 per cento), Daewoo (22 per cento) e Imarflex (12 per cento). La società dipendeva in modo pesante dai Wal-Mart Stores, che prendevano circa il 52 per cento delle sue merci nell'anno fiscale 1999, e Target Stores, Inc., che prendevano il 24 per cento.

### 2001 - Presente
Nel gennaio 2003, Emerson ha annunciato di aver redatto una lettera di intenti nominando il Sablian Group di Shandong, Cina l'esclusivo distributore di prodotti con marchio Emerson attraverso le sue succursali, Sanlian Household Electric Appliance Company (SHEAC). L'accordo contempla la fornitura e distribuzione delle categorie di prodotti originati da Emerson attraverso i 200 retail store SHEAC e i centri di manutenzione tanto quanto la sua estensiva rete di e-commerce BtoB e BtoC. Inoltre, Sanlian può avere in licenza il marchio Emerson per categorie di prodotti addizionali se trovati adatti per un'ampia distribuzione in Cina e cooperare con Emerson nella progettazione, sviluppo e fornitura degli stessi.
Emerson, si occupa anche della progettazione, produzione e installazione di sistemi d'automazione e controllo industriale distribuiti (DCS)

## Prodotti

### Elettronica di Consumo
I prodotti includono televisioni (Tubo catodico e LCD), lettori e combinati VCR e DVD, altri prodotti video, home theater, impianti audio per casa e macchina, accessori audio, altoparlanti high-end, forni a microonde, prodotti per l'ufficio e prodotti wireless.
Il principale obiettivo di Emerson è la distribuzione e vendita di prodotti che partono da un basso costo fino ad un costo moderato; la loro distribuzione è primariamente realizzata attraverso mercanti all'ingrosso, catene di discount (più popolari negli USA), cataloghi specializzati, e Internet. Come marchio, Emerson globalmente sfrutta l'effetto leva attraverso vari accordi sulle licenze. Per esempio unità combinate di TV, DVD, TV/VCR/DVD col marchio Emerson sono prodotti da Funai.

### HD Radio
Un articolo su www.mediabuyerplanner.com, datato 9 gennaio, 2007 riporta che "È stata garantita ad Emerson Radio Corp. una licenza non esclusiva da iBiquity Digital Corporation per produrre e vendere ricevitori digitali HD Radio per il mercato consumer del Nord America." Emerson si attende il rilascio sul mercato della loro prima linea di prodotti nel 2007.

### Smartset
Emerson Radio è stata pioniera nel produrre la radiosveglia Smartset che automaticamente setta il proprio orologio con data e ora esatta quando la radio viene accesa o dopo un black out. Negli ultimi anni la società ha esteso la linea Smartset aggiungendovi funzionalità come la proiezione dell'ora sulle pareti, snooze(blocca e fa ripetere la sveglia) ad infrarossi touchless, CD-R/CD-RW, e una docking-station integrata sulla sommità "Fatta per l'iPod".

## Prodotti storici
Nel 1915, alla creazione della società, il prodotto principale della Emerson era il Universal Cut Records(giradischi), capace di esser fatto funzionare orizzontalmente o verticalmente. La musica offerta includeva un'ampia varietà di pop music, musica per bande, opera, musica classica, religiosa e musica folk. Inoltre, durante i primi anni, Emerson offriva uno degli ultimi giradischi con "corno esterno": era venduto per soli 3 $.
La radio di tipo "peewee" (traduzione: "insolitamente piccola") fu introdotta dalle aziende nel dicembre 1932. Misura circa 8 1/2 pollici in lunghezza e 6 1/4 pollici di ampiezza. Circa il 60 per cento di tutte le radio vendute tra l'inizio del dicembre 1932 e la fine del maggio 1933 sono radio peewee, metà delle quali furono prodotte da Emerson. La linea Universal Compact costava da 17,95$ a 32,50$. Emerson supportò la produzione e la vendita di questa classe di radio fino al 1938, avendone vendute fino ad allora più di un milione.
Nel 1947 Emerson offri una televisione con un tubo catodico di 10 pollici, che fu venduto a 375$. Fu tra i primi prodotti venduti dopo la seconda guerra mondiale da parte di Emerson. Abbassarono il prezzo a 269,50$ nel giugno 1948, quando la nuova industria televisiva aveva venduto 375.000 televisori.
Nel 1953, Emerson Radio e Phonograph acquistarono Quiet Heet Corp., che fece entrare la società nel settore dell'aria condizionata.
Sebbene nel 1954 gli apparecchi radio rappresentavano solo il 15 per cento delle entrate della Emerson, la società accreditava se stessa come la creatrice della prima radiosveglia, che si accendeva da sola, e la radio a transistor da tasca.
La produzione di registratori a nastro iniziò nel 1955.
Quando Emerson acquistò Allen B. DuMont Laboratories, Inc. nel 1958, una linea di televisori di alta fascia (prezzi alti), fonografi, apparecchi stereo e ad alta fedeltà, insieme al marchio DuMont fu aggiunto ai prodotti della Emerson.
Nel 1979, Emerson iniziò a vendere Heart Aide (aiuti al cuore), dopo aver acquistato una larga porzione della Cardiac Resuscitator Corp. La società investì pesantemente per sviluppare e produrre sia un migliorato cardioregolatore-defibrillatore impiantabile e un pacemaker artificiale. In aggiunta, la società prese un 18 percent nello sviluppo di uno scanner per la Tomografia assiale computerizzata (TAC). Dal momento che questa linea di prodotto non fece mai realizzare utili, Emerson si ritirò dall'affare nel 1987-88.
Emerson produsse la Arcadia 2001, la meglio conosciuta delle numerose varianti della console di gioco di seconda generazione ad 8-bit "Emerson Arcadia 2001". Sebbene era considerevolmente più potente che l'allora dominante Atari 2600, la Arcadia 2001 non fu pubblicata fino a poco prima della uscita delle più avanzate Atari 5200 e la ColecoVision, nella metà del 1982 (negli USA fu quindi un flop). Essa fu comunque una console di successo in altri paesi. Dato che Atari aveva l'esclusiva dei diritti di parecchi giochi, era quasi impossibile per Emerson venderla negli Stati Uniti a causa della mancanza di popolarità dei suoi giochi che non violavano i diritti Atari.
Nel 1983, Emerson iniziò a vendere televisioni Goldstar rimarchiate a prezzi gonfiati per ottenere un sostanziale profitto. Il lettore di compact disc e il forno a microonde furono introdotti nel 1985 raddoppiando le vendite. Nel 1986 Emerson iniziò ad importare e commercializzare refrigeratori compatti. Videocamere, telefoni e Segreterie telefoniche furono aggiunte ai sue linee di prodotti nel 1988. I personal computer e i fax furono aggiunti nel 1990.
Nel 1995, Emerson Radio entra nei campi dell'home theater e del car audio, e nel mercato da 900 milioni di dollari l'anno della sicurezza personale e della casa con un sensore per il monossido di carbonio; ha comunque lasciato il campo nel 1997. Sempre nel 1995, Emerson annuncio di voler dare in licenza il proprio nome a più di 250 accessori audio e video fatti da Jasco Products Co., un'azienda che vende cavi, telecomandi e dispositivi per la pulizia di dispositivi.
Emerson iniziò a produrre e vendere televisioni e prodotti video che portavano i marchi Emerson e G Clef ai rivenditori U.S.A. nel 1999. Inoltre avevano un accordo com Telesound Electronics per avere in licenza telefoni, segreterie telefoniche, e caller ID negli Stati Uniti e nel Canada.